# 两广螺序草
两广螺序草（学名：Spiradiclis fusca）为茜草科螺序草属下的一个种。